# East Carolina University
La East Carolina University (ECU) è un'università pubblica di Greenville, nella Carolina del Nord, negli Stati Uniti d'America, facente parte dell'omonimo sistema universitario.

## Storia
La East Carolina Teachers Training School (ECTTS) venne inaugurata l'8 marzo 1907 dall'ex senatore della Carolina del Nord Thomas J. Jarvis. Nel 1920 divenne un'istituzione di quattro anni e cambiò nome in East Carolina Teachers College. Nel 1929 vennero introdotti i master. Nel 1951 la scuola divenne l'East Carolina College; la nomenclatura attuale risale al 1967. Nel 1972 la East Carolina University entrò a far parte dello University of North Carolina System, perdendo così la sua indipendenza. Oggi la East Carolina University è la quarta università più grande del Nord Carolina.